# Tipula (Pterelachisus) hirsutipes hirsutipes
Tipula (Pterelachisus) hirsutipes hirsutipes is een ondersoort van de tweevleugelige Tipula (Pterelachisus) hirsutipes uit de familie langpootmuggen (Tipulidae). De ondersoort komt voor in het Palearctisch gebied.